# Giro d’Italia 2024/2. Etappe
Die 2. Etappe des Giro d’Italia 2024 fand am 5. Mai 2024 statt. Sie bildete den zweiten Teil des „Grande Patenza“ des italienischen Etappenrennens. Die Strecke führte von San Francesco al Campo über 161 Kilometer nach Oropa, wo auf einer Höhe von 1142 Metern die erste Bergankunft der 106. Austragung stattfand. Nach der Etappe hatten die Fahrer insgesamt 301 Kilometer zurückgelegt, was 9,07 % der Gesamtdistanz entspricht. Die Organisatoren der Rundfahrt bewerteten die Schwierigkeit der Etappe mit drei von fünf Sternen.
Den Etappensieg sicherte sich der Slowene Tadej Pogačar (UAE Team Emirates), der zugleich die Maglia Rosa übernahm.

## Streckenverlauf
Der neutralisierte Start erfolgte in San Francesco al Campo, das rund 10 Kilometer im Norden von Turin liegt. Als Startort diente das Velodromo Francone, ehe die Fahrer durch das Ortsgebiet von San Francesco al Campo und San Maurizio Canavese fuhren. Das Rennen wurde kurz darauf auf der SP16 bei Cirié nach 5700 Metern freigegeben.
Nach dem offiziellen Start führte die Strecke auf flachem Terrain über Rivarolo Canavese, Caluso, Cigliano und Santhià nach Valdengo, wo bei Kilometer 93,9 der erste Zwischensprint erfolgte. Im Anschluss folgten zwei kurze, nicht-kategorisierte Anstiege, die über Valle San Nicolao und Crocemosso führten. In Crocemosso wurde am Ende einer drei Kilometer langen Steigung der zweite Zwischensprint ausgefahren. Nach einer kurzen Abfahrt erreichten die Fahrer das Valle Séssera, ehe sie auf der SP113 den Anstieg nach Lora in Angriff nahmen. Bei Kilometer 122,7 wurde hier eine Bergwertung der 3. Kategorie unter dem Namen Oasi Zegna (756 m) abgenommen. Auf schmalen kurvenreichen Straßen ging es nun bergab nach Mosso Santa Maria, ehe bei Picco die Auffahrt nach Nelva (775 m) begann. Diese war ebenfalls als Bergwertung der 3. Kategorie klassifiziert und wurde nach 137,4 Kilometern überquert. Die nachfolgende Abfahrt leitete die Fahrer über Tollegno nach Biella, wo 10,9 Kilometer vor dem Ziel der zweite Zwischensprint ausgefahren wurde.
Die letzten 11,8 Kilometer führten zum Santuario di Oropa, wo die Zielankunft der zweiten Etappe auf einer Höhe von 1142 Metern stattfand. Im Schnitt lag die Steigung des Schlussanstiegs bei 6,2 %, wobei Rampen von bis zu 13 % erreicht wurden. Die Auffahrt erfolgte über die gut ausgebaute SP144, die über Favaro zur Wallfahrtskirche führt. Die Auffahrt nach Oropa galt als Bergwertung der 1. Kategorie.
|                            | Ort                    | Kilometer | Länge (km) | Höhe (m) | Ø Steigung | max. Steigung |
| -------------------------- | ---------------------- | --------- | ---------- | -------- | ---------- | ------------- |
| neutralisierter Start      | San Francesco al Campo | −5,7      |            |          |            |               |
| offizieller Start          | Cirié                  | 0         |            |          |            |               |
| Zwischensprint (S)         | Valdengo               | 93,9      |            |          |            |               |
| Zwischensprint (I)         | Crocemosso             | 106,8     |            |          |            |               |
| Bergwertung (3. Kategorie) | Oasi Zegna             | 122,7     | 5,5        | 756      | 5,2 %      |               |
| Bergwertung (3. Kategorie) | Nelva                  | 137,4     | 5          | 775      | 5,5 %      |               |
| Zwischensprint (S)         | Biella                 | 150,1     |            |          |            |               |
| Bergwertung (1. Kategorie) | Oropa                  | 161       | 11,8       | 1142     | 6,2 %      | 13 %          |
| Ziel                       | Oropa                  | 161       |            |          |            |               |

## Rennverlauf
Mit Robert Gesink (Visma-Lease a Bike) ging ein Fahrer nicht an den Start der 2. Etappe. Nachdem das Rennen freigegeben worden war, setzten sich zunächst zehn Fahrer ab, die jedoch kurz drauf wieder eingeholt wurden. Die Fluchtgruppe des Tages bildete sich nach rund fünf Kilometern und beinhaltete mit Andrea Piccolo (EF Education-EasyPost), Christian Scaroni (Astana Qazaqstan), Davide Bais (Polti Kometa), Martin Marcellusi und Filippo Fiorelli (VF Group-Bardiani CSF-Faizanè) fünf Fahrer. Während die Ineos Grenadiers um den Gesamtführenden Jhonatan Narváez das Tempo im Peloton gestalteten, fuhren die Ausreißer einen maximalen Vorsprung von rund viereinhalb Minuten heraus. Beim ersten Zwischensprint in Valdengo sicherte sich der in der Maglia Ciclamino fahrende Filippo Fiorelli die meisten Punkte vor Davide Bais und Martin Marcellusi. Im Hauptfeld sprintete Kaden Groves (Alpecin-Deceuninck) vor Olav Kooij (Visma-Lease a Bike) und Caleb Ewan (Jayco AlUla) auf Platz sechs und sicherte sich so drei Punkte. Nach 90 flachen Kilometern erreichten die Fahrer die ersten Anstiege. im Hauptfeld kam es zu einem Sturz in den auch Olav Kooij, Nicola Conci (Alpecin-Decuninck), sowie Filippo Zana und Eddie Dunbar (beide Jayco AlUla) involviert waren. Alle vier konnten das Rennen fortsetzen, wobei Eddie Dunbar als Gesamtklassement-Fahrer seiner Mannschaft im Anschluss viel Zeit im Schlussanstieg verlor. Beim zweiten Zwischensprint, dem Intergiro Sprint, setzte sich erneut Filippo Fiorelli durch und baute damit seine Führung in der Punktewertung weiter aus, während sich im Hauptfeld Caleb Ewan, Danny van Poppel und Kaden Groves die verbliebenen Punkte sicherten.
In der nachfolgenden Abfahrt setzte sich Andrea Piccolo von der Spitzengruppe ab. Er gewann die Bergwertungen der 3. Kategorie von Oasi Zegna und Nelva und erreichte Biella mit einem Vorsprung von rund eineinhalb Minuten, wo er nach dem letzten Zwischensprint die Schlusssteigung nach Oropa in Angriff nahm. Unterdessen waren die restlichen Ausreißer eingeholt worden und die Ineos Grenadiers begannen das Tempo zu erhöhen. In Biella kam Tadej Pogačar (UAE Team Emirates) aufgrund eines Vorderradschadens in einer Rechtskurve zu Fall, konnte das Rennen jedoch fortsetzen und schloss wenig später wieder zum Hauptfeld auf. Zwischenzeitlich hatte das Hauptfeld den Zwischensprint von Biella passiert, wobei sich Geraint Thomas (Ineos Grenadiers) vor seinem Teamkollegen Filippo Ganna die verbliebenen Bonussekunden sicherte.
Im Schlussanstieg forcierte nun das UAE Team Emirates das Tempo, wodurch der Gesamtzweite Maximilian Schachmann (Bora-hansgrohe) früh zurückfiel. Auch Nairo Quintana (Movistar), der Gesamtsieger des Giro d’Italia 2014 wurde bereits früh abgehängt und verlor mehr als fünf Minuten. Nachdem mit Andrea Piccolo der letzte Ausreißer gestellt worden war, griff Tadej Pogačar rund vier Kilometer vor dem Ziel an. Zunächst konnte ihm der Australier Ben O’Connor (Decathlon AG2R La Mondiale) folgen, ehe auch dieser wenig später den Slowenen ziehen lassen musste. in weiterer Folge baute Tadej Pogačar seinen Vorsprung weiter aus und gewann seine erste Giro-d’Italia-Etappe mit einem Vorsprung von 27 Sekunden, wodurch er die Maglia Rosa von Jhonatan Narváez übernahm. Dahinter bildete sich eine größere Verfolgergruppe, die erst im Zielsprint zerfiel. Platz zwei ging an Daniel Felipe Martínez (Bora-hansgrohe), gefolgt von Geraint Thomas, Lorenzo Fortunato (Astana Qazaqstan) und Florian Lipowitz (Bora-hansgrohe). Drei Sekunden darauf erreichten auch Michael Storer (Tudor), Cian Uijtdebroeks (Visma-Lease a Bike) und Einer Rubio (Movistar) das Ziel. Ben O’Connor büßte im oberen Teil des Anstiegs wertvolle Zeit ein und erreichte das Ziel als 13. hinter Alexei Luzenko (Astana Qazaqstan) mit einer Minute Rückstand. Zu den Verlierern des Tages zählten Damiano Caruso und Antonio Tiberi (beide Bahrain Victorious) die eineinhalb bzw. zweieinhalb Minuten verloren. Auch Lucas Plapp (Jayco AlUla), Romain Bardet (dsm-firmenich PostNL) und Thymen Arensman (Ineos Greandiers) wiesen wie am Vortag größere Rückstände auf.

## Ergebnis
| \| Etappenergebnis \| Etappenergebnis \| Etappenergebnis \| Etappenergebnis \| Etappenergebnis \| \| Fahrer \| Fahrer \| Land \| Team \| Zeit \| \| --------------- \| ---------------------- \| ---------------------- \| -------------------------- \| --------------- \| \| 1. \| Tadej Pogačar \| Slowenien \| UAE Team Emirates \| 3 h 54 min 20 s \| \| 2. \| Daniel Felipe Martínez \| Kolumbien \| Bora-Hansgrohe \| + 27 s \| \| 3. \| Geraint Thomas \| Vereinigtes Königreich \| Ineos Grenadiers \| + 27 s \| \| 4. \| Lorenzo Fortunato \| Italien \| Astana Qazaqstan Team \| + 27 s \| \| 5. \| Florian Lipowitz \| Deutschland \| Bora-Hansgrohe \| + 27 s \| \| 6. \| Michael Storer \| Australien \| Tudor Pro Cycling Team \| + 30 s \| \| 7. \| Cian Uijtdebroeks \| Belgien \| Team Visma \\| Lease a Bike \| + 30 s \| \| 8. \| Einer Rubio \| Kolumbien \| Movistar Team \| + 30 s \| \| 9. \| Juan Pedro López \| Spanien \| Lidl-Trek \| + 35 s \| \| 10. \| Jan Hirt \| Tschechien \| Soudal Quick-Step \| + 37 s \| |                        |                        |                            |                 |
| |                        |                        |                            |                 |
| Quellen: ProCyclingStats Cycling Quotient |                        |                        |                            |                 |
| Etappenergebnis |                        |                        |                            |                 |
| Fahrer | Fahrer                 | Land                   | Team                       | Zeit            |
| 1. | Tadej Pogačar          | Slowenien              | UAE Team Emirates          | 3 h 54 min 20 s |
| 2. | Daniel Felipe Martínez | Kolumbien              | Bora-Hansgrohe             | + 27 s          |
| 3. | Geraint Thomas         | Vereinigtes Königreich | Ineos Grenadiers           | + 27 s          |
| 4. | Lorenzo Fortunato      | Italien                | Astana Qazaqstan Team      | + 27 s          |
| 5. | Florian Lipowitz       | Deutschland            | Bora-Hansgrohe             | + 27 s          |
| 6. | Michael Storer         | Australien             | Tudor Pro Cycling Team     | + 30 s          |
| 7. | Cian Uijtdebroeks      | Belgien                | Team Visma \| Lease a Bike | + 30 s          |
| 8. | Einer Rubio            | Kolumbien              | Movistar Team              | + 30 s          |
| 9. | Juan Pedro López       | Spanien                | Lidl-Trek                  | + 35 s          |
| 10. | Jan Hirt               | Tschechien             | Soudal Quick-Step          | + 37 s          |

## Gesamtstände
| \| Gesamtwertung \| Gesamtwertung \| Gesamtwertung \| Gesamtwertung \| Gesamtwertung \| \| Fahrer \| Fahrer \| Land \| Team \| Zeit \| \| ------------- \| ---------------------- \| ---------------------- \| -------------------------- \| --------------- \| \| 1. \| Tadej Pogačar \| Slowenien \| UAE Team Emirates \| 7 h 08 min 29 s \| \| 2. \| Geraint Thomas \| Vereinigtes Königreich \| Ineos Grenadiers \| + 45 s \| \| 3. \| Daniel Felipe Martínez \| Kolumbien \| Bora-Hansgrohe \| + 45 s \| \| 4. \| Cian Uijtdebroeks \| Belgien \| Team Visma \\| Lease a Bike \| + 54 s \| \| 5. \| Einer Rubio \| Kolumbien \| Movistar Team \| + 54 s \| \| 6. \| Lorenzo Fortunato \| Italien \| Astana Qazaqstan Team \| + 1 min 05 s \| \| 7. \| Juan Pedro López \| Spanien \| Lidl-Trek \| + 1 min 09 s \| \| 8. \| Jan Hirt \| Tschechien \| Soudal Quick-Step \| + 1 min 11 s \| \| 9. \| Esteban Chaves \| Kolumbien \| EF Education-EasyPost \| + 1 min 24 s \| \| 10. \| Alexei Luzenko \| Kasachstan \| Astana Qazaqstan Team \| + 1 min 24 s \| |                        |                        |                            |                 |
| |                        |                        |                            |                 |
| Quellen: ProCyclingStats Cycling Quotient |                        |                        |                            |                 |
| Gesamtwertung |                        |                        |                            |                 |
| Fahrer | Fahrer                 | Land                   | Team                       | Zeit            |
| 1. | Tadej Pogačar          | Slowenien              | UAE Team Emirates          | 7 h 08 min 29 s |
| 2. | Geraint Thomas         | Vereinigtes Königreich | Ineos Grenadiers           | + 45 s          |
| 3. | Daniel Felipe Martínez | Kolumbien              | Bora-Hansgrohe             | + 45 s          |
| 4. | Cian Uijtdebroeks      | Belgien                | Team Visma \| Lease a Bike | + 54 s          |
| 5. | Einer Rubio            | Kolumbien              | Movistar Team              | + 54 s          |
| 6. | Lorenzo Fortunato      | Italien                | Astana Qazaqstan Team      | + 1 min 05 s    |
| 7. | Juan Pedro López       | Spanien                | Lidl-Trek                  | + 1 min 09 s    |
| 8. | Jan Hirt               | Tschechien             | Soudal Quick-Step          | + 1 min 11 s    |
| 9. | Esteban Chaves         | Kolumbien              | EF Education-EasyPost      | + 1 min 24 s    |
| 10. | Alexei Luzenko         | Kasachstan             | Astana Qazaqstan Team      | + 1 min 24 s    |

| Punktewertung | Punktewertung           | Punktewertung | Punktewertung                 | Punktewertung |
| Fahrer        | Fahrer                  | Land          | Team                          | Punkte        |
| ------------- | ----------------------- | ------------- | ----------------------------- | ------------- |
| 1.            | Filippo Fiorelli        | Italien       | VF Group-Bardiani CSF-Faizanè | 42 P.         |
| 2.            | Tadej Pogačar           | Slowenien     | UAE Team Emirates             | 27 P.         |
| 3.            | Jhonatan Narváez        | Ecuador       | Ineos Grenadiers              | 25 P.         |
| 4.            | Lilian Calmejane        | Frankreich    | Intermarché-Wanty             | 20 P.         |
| 5.            | Maximilian Schachmann   | Deutschland   | Bora-Hansgrohe                | 18 P.         |
| 6.            | Davide Bais             | Italien       | Team Polti Kometa             | 14 P.         |
| 7.            | Amanuel Ghebreigzabhier | Eritrea       | Lidl-Trek                     | 13 P.         |
| 8.            | Daniel Felipe Martínez  | Kolumbien     | Bora-Hansgrohe                | 12 P.         |
| 9.            | Andrea Piccolo          | Italien       | EF Education-EasyPost         | 12 P.         |
| 10.           | Andrea Pietrobon        | Italien       | Team Polti Kometa             | 11 P.         |

| Bergwertung | Bergwertung             | Bergwertung            | Bergwertung                   | Bergwertung |
| Fahrer      | Fahrer                  | Land                   | Team                          | Punkte      |
| ----------- | ----------------------- | ---------------------- | ----------------------------- | ----------- |
| 1.          | Tadej Pogačar           | Slowenien              | UAE Team Emirates             | 51 P.       |
| 2.          | Daniel Felipe Martínez  | Kolumbien              | Bora-Hansgrohe                | 26 P.       |
| 3.          | Lilian Calmejane        | Frankreich             | Intermarché-Wanty             | 20 P.       |
| 4.          | Andrea Piccolo          | Italien                | EF Education-EasyPost         | 18 P.       |
| 5.          | Geraint Thomas          | Vereinigtes Königreich | Ineos Grenadiers              | 16 P.       |
| 6.          | Amanuel Ghebreigzabhier | Eritrea                | Lidl-Trek                     | 10 P.       |
| 7.          | Lorenzo Fortunato       | Italien                | Astana Qazaqstan Team         | 9 P.        |
| 8.          | Giulio Pellizzari       | Italien                | VF Group-Bardiani CSF-Faizanè | 8 P.        |
| 9.          | Filippo Fiorelli        | Italien                | VF Group-Bardiani CSF-Faizanè | 7 P.        |
| 10.         | Giovanni Aleotti        | Italien                | Bora-Hansgrohe                | 6 P.        |

| Nachwuchswertung | Nachwuchswertung  | Nachwuchswertung | Nachwuchswertung              | Nachwuchswertung |
| Fahrer           | Fahrer            | Land             | Team                          | Zeit             |
| ---------------- | ----------------- | ---------------- | ----------------------------- | ---------------- |
| 1.               | Cian Uijtdebroeks | Belgien          | Team Visma \| Lease a Bike    | 7 h 09 min 23 s  |
| 2.               | Alex Baudin       | Frankreich       | Decathlon-AG2R La Mondiale    | + 44 s           |
| 3.               | Mauri Vansevenant | Belgien          | Soudal Quick-Step             | + 48 s           |
| 4.               | Filippo Zana      | Italien          | Team Jayco AlUla              | + 1 min 11 s     |
| 5.               | Lucas Plapp       | Australien       | Team Jayco AlUla              | + 1 min 37 s     |
| 6.               | Henok Mulubrhan   | Eritrea          | Astana Qazaqstan Team         | + 1 min 47 s     |
| 7.               | Georg Steinhauser | Deutschland      | EF Education-EasyPost         | + 1 min 53 s     |
| 8.               | Antonio Tiberi    | Italien          | Bahrain Victorious            | + 1 min 54 s     |
| 9.               | Giulio Pellizzari | Italien          | VF Group-Bardiani CSF-Faizanè | + 1 min 57 s     |
| 10.              | Davide Piganzoli  | Italien          | Team Polti Kometa             | + 2 min 10 s     |

| Mannschaftswertung | Mannschaftswertung            | Mannschaftswertung     | Mannschaftswertung |
| Team               | Team                          | Land                   | Zeit               |
| ------------------ | ----------------------------- | ---------------------- | ------------------ |
| 1.                 | Bora-Hansgrohe                | Deutschland            | 21 h 29 min 51 s   |
| 2.                 | Ineos Grenadiers              | Vereinigtes Königreich | + 32 s             |
| 3.                 | Astana Qazaqstan Team         | Kasachstan             | + 46 s             |
| 4.                 | Decathlon-AG2R La Mondiale    | Frankreich             | + 1 min 36 s       |
| 5.                 | VF Group-Bardiani CSF-Faizané | Italien                | + 4 min 23 s       |
| 6.                 | EF Education-EasyPost         | Vereinigte Staaten     | + 5 min 32 s       |
| 7.                 | Team Jayco AlUla              | Australien             | + 6 min 14 s       |
| 8.                 | Soudal Quick-Step             | Belgien                | + 6 min 17 s       |
| 9.                 | Team Visma \| Lease a Bike    | Niederlande            | + 6 min 35 s       |
| 10.                | Movistar Team                 | Spanien                | + 11 min 02 s      |

## Ausgeschiedene Fahrer
- Robert Gesink (Team Visma-Lease a Bike): wegen Handbruch, den er sich bei der 1. Etappe zuzog, nicht gestartet[4]